# Llista de rius de Catalunya
Llista de rius i rieres que tenen tot o part del seu recorregut a Catalunya. Dins d'aquesta llista no s'inclouen altres regions dels Països Catalans (vegeu Geografia dels Països Catalans).
Recordeu que els marges del riu s'anomenen segons el costat que queden quan es mira el riu en el sentit del corrent (riu avall). Els afluents de cada marge els llistem ordenats de la capçalera a la desembocadura.

## Vessant mediterrani

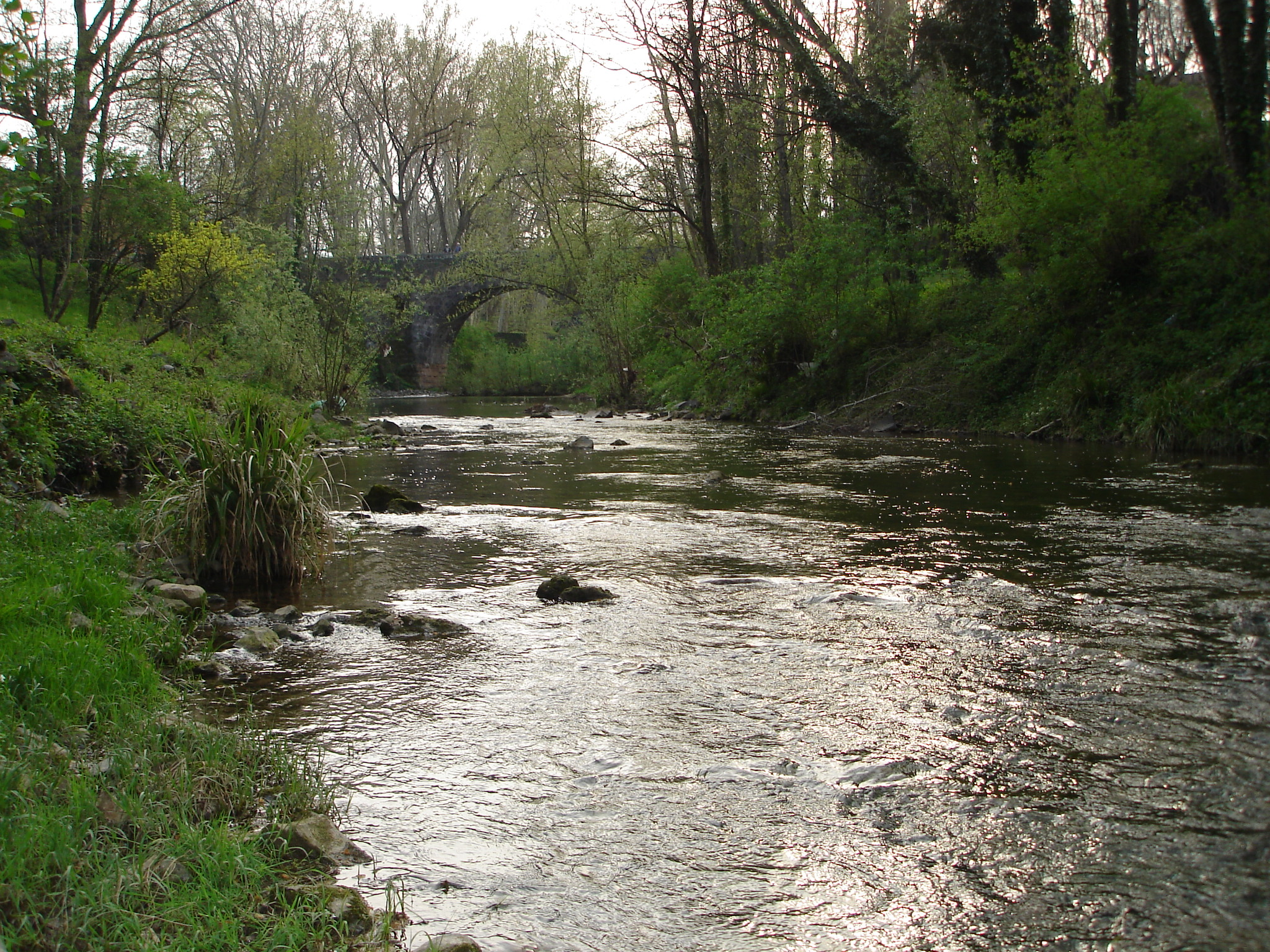
El Fluvià a Olot

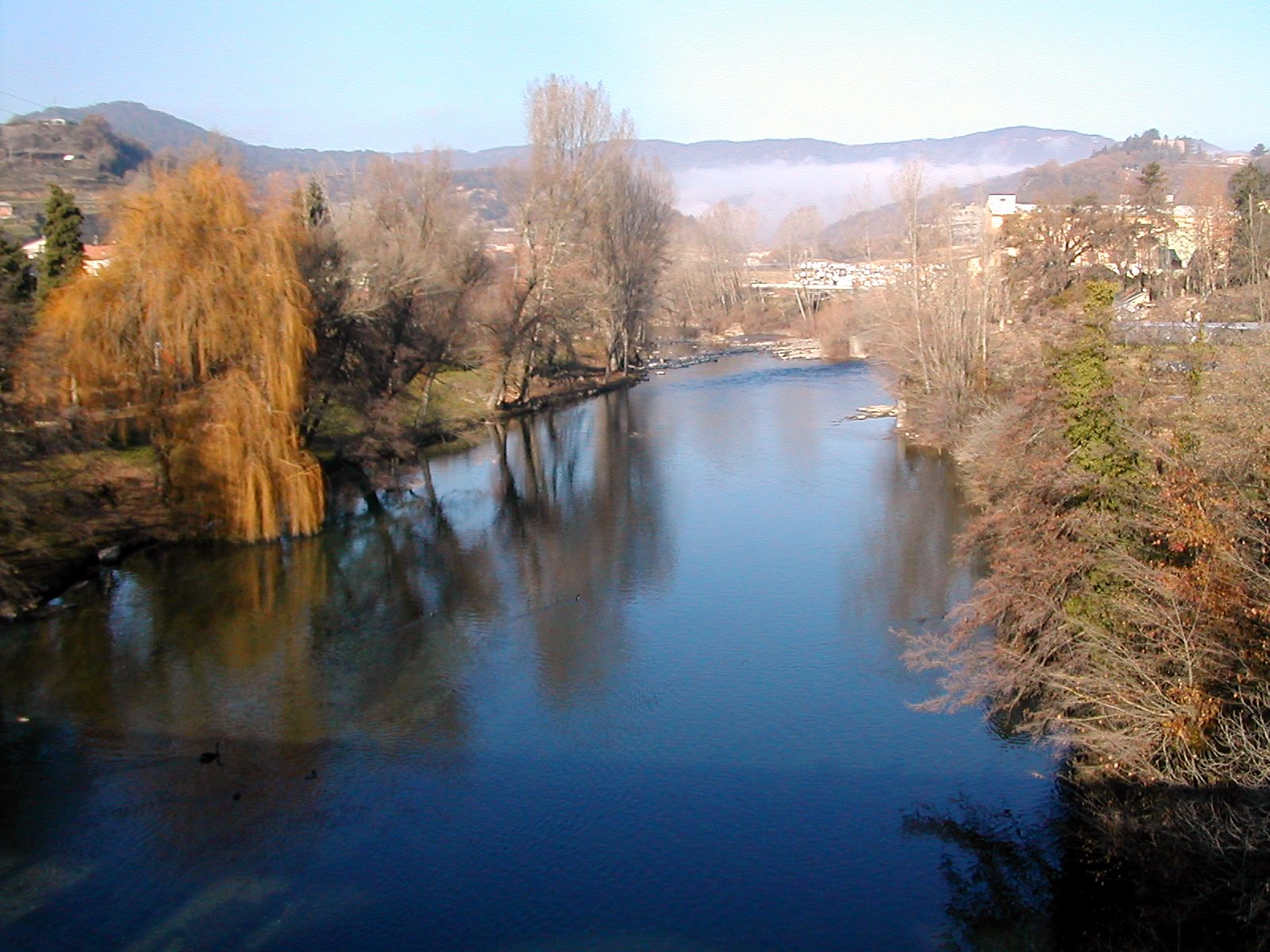
El Ter a Sant Quirze de Besora

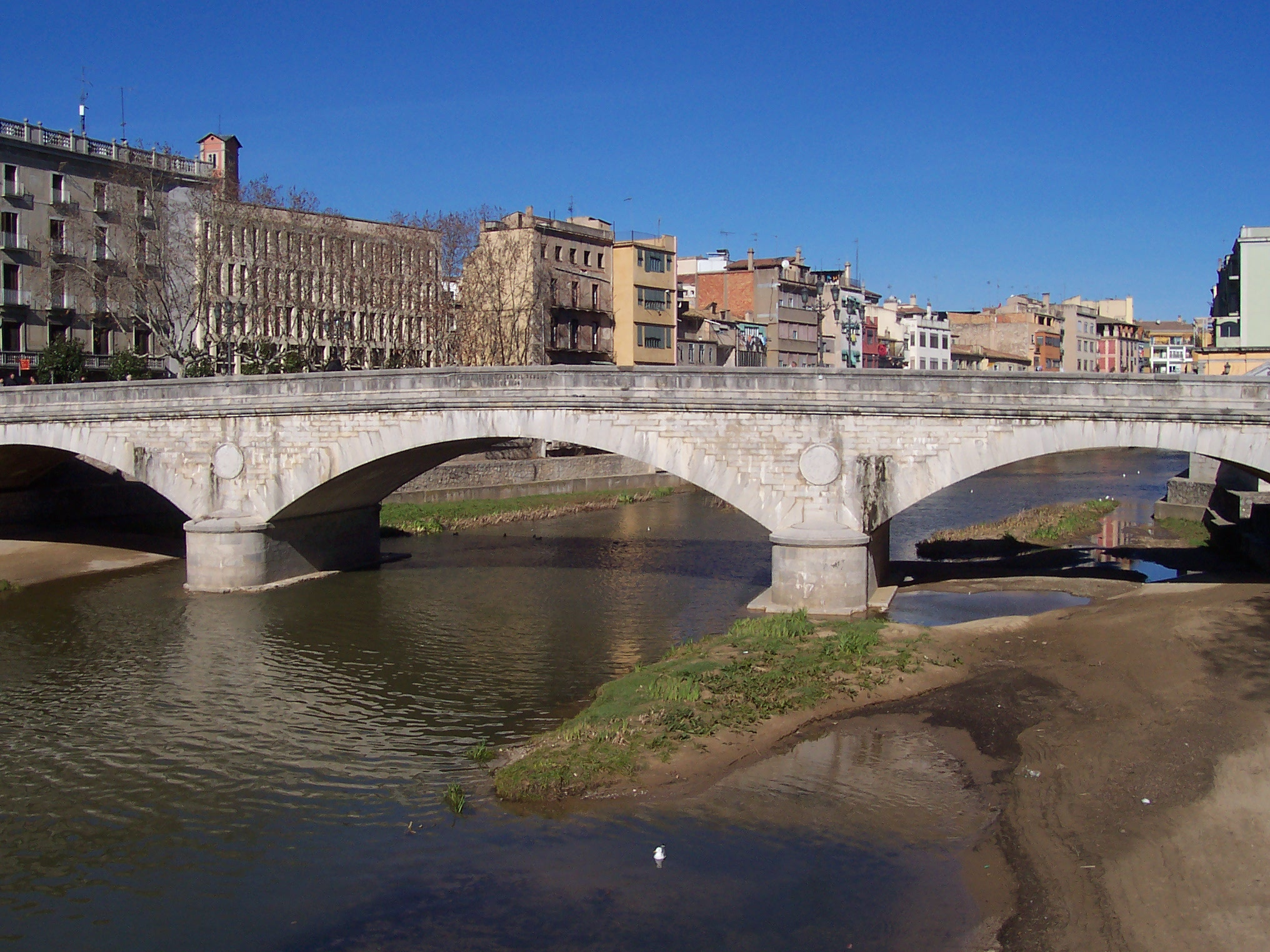
El Pont de Pedra de Girona sobre l'Onyar

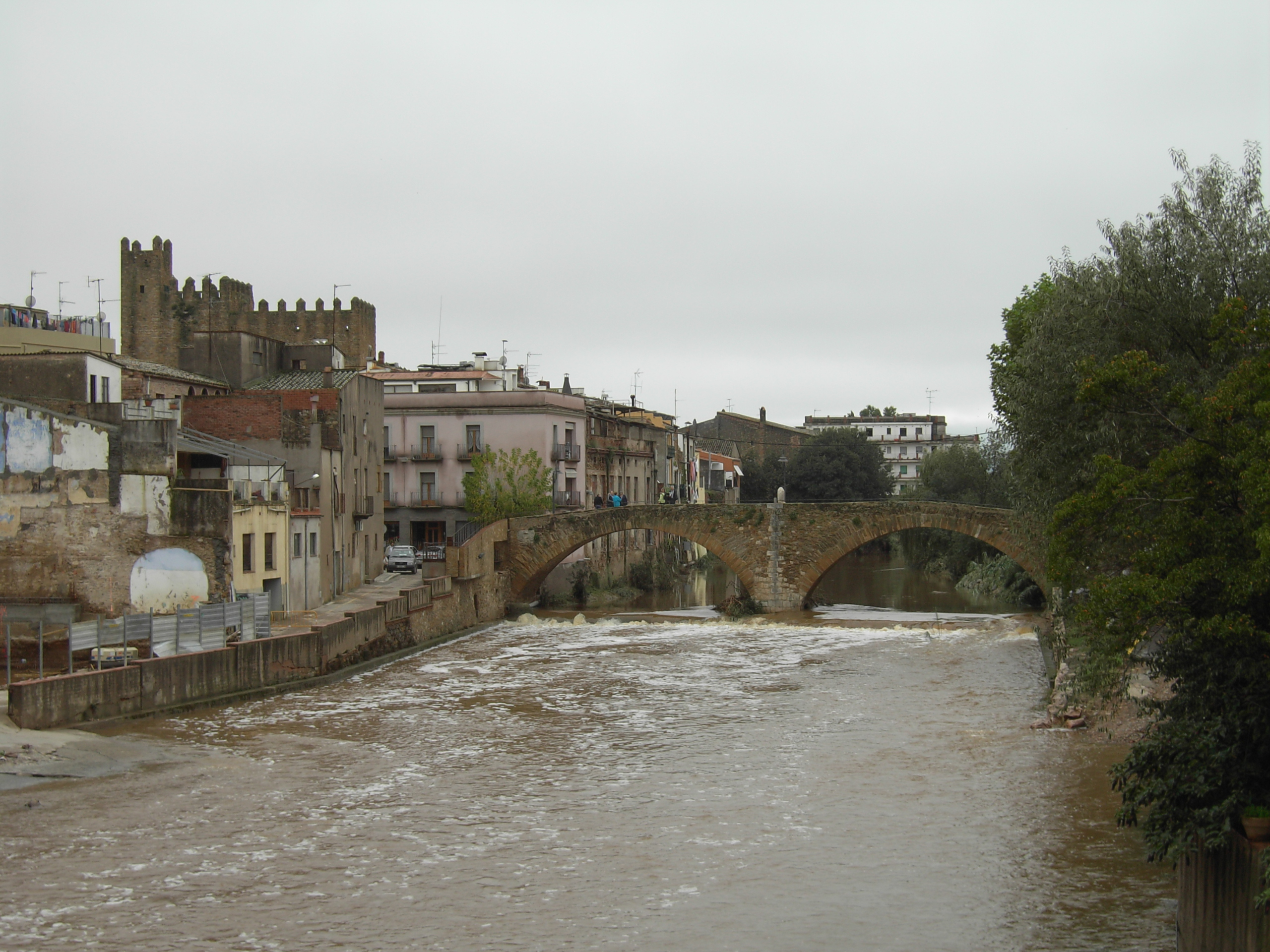
Crescuda del Daró al seu pas pel Pont Vell a la Bisbal d'Empordà

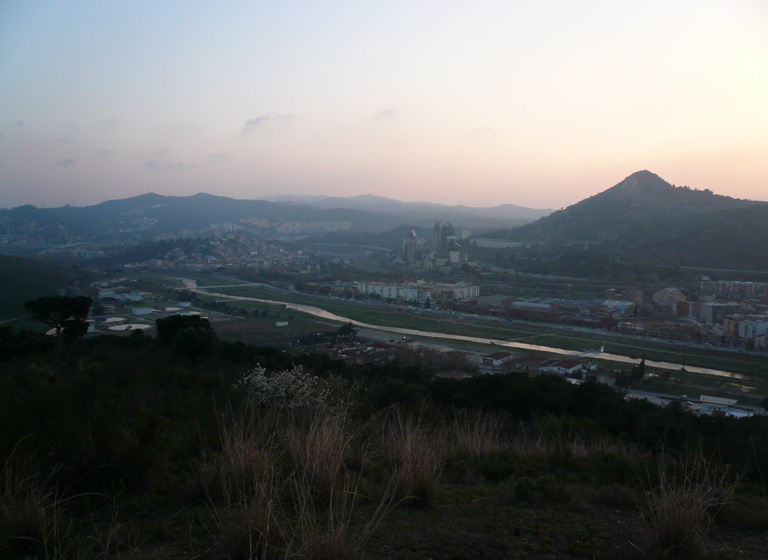
El Besòs a Montcada i Reixac

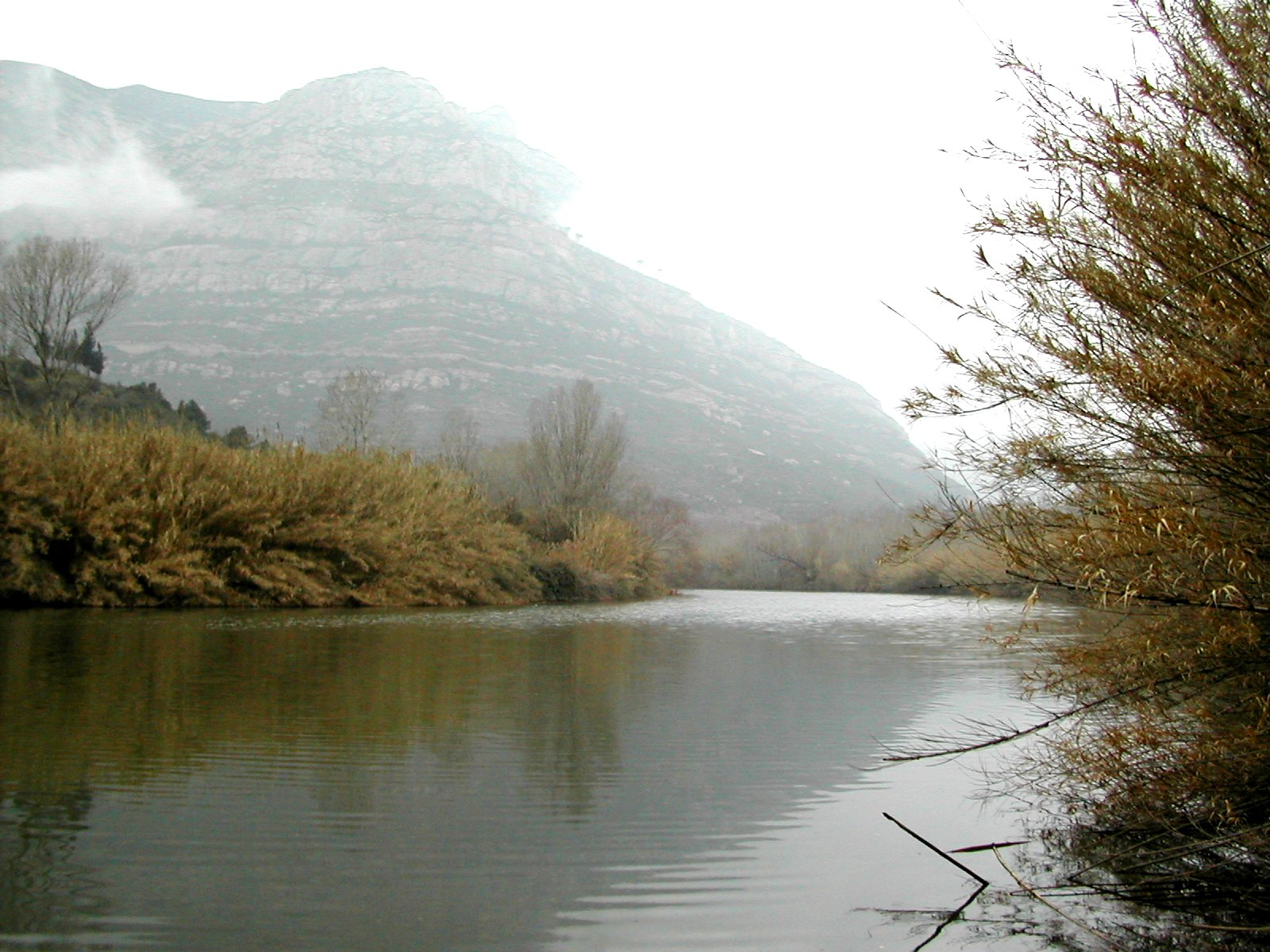
El riu Llobregat a Olesa de Montserrat

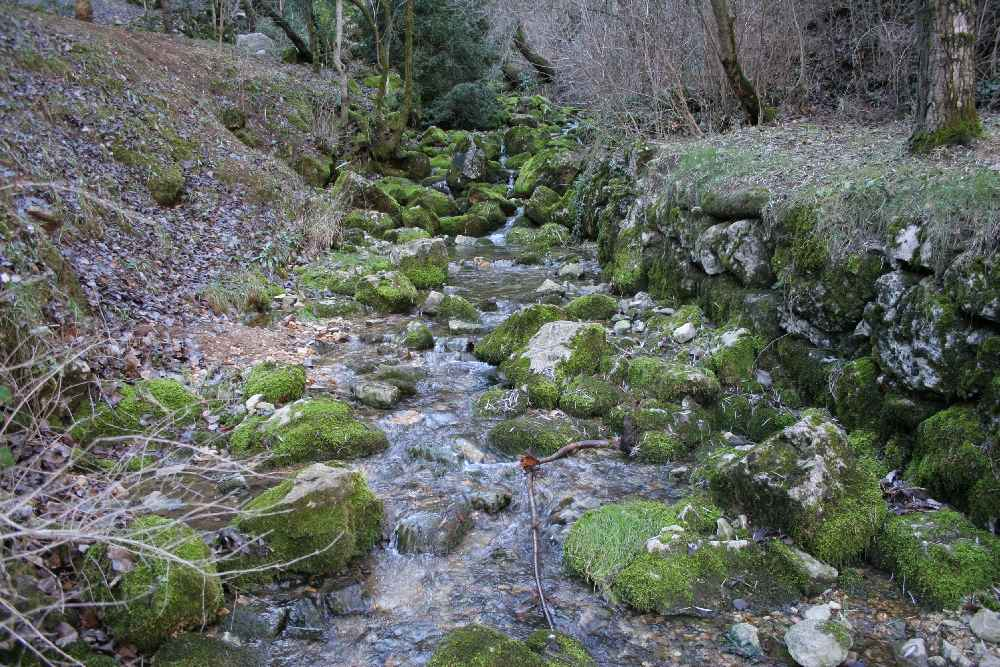
Fonts del Cardener a la Coma i la Pedra

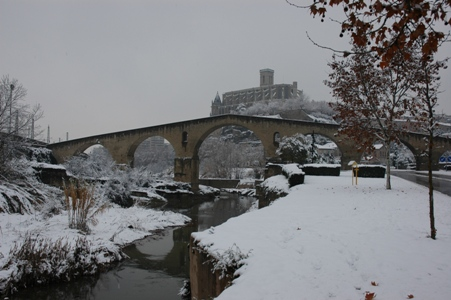
El Pont Vell de Manresa sobre el Cardener

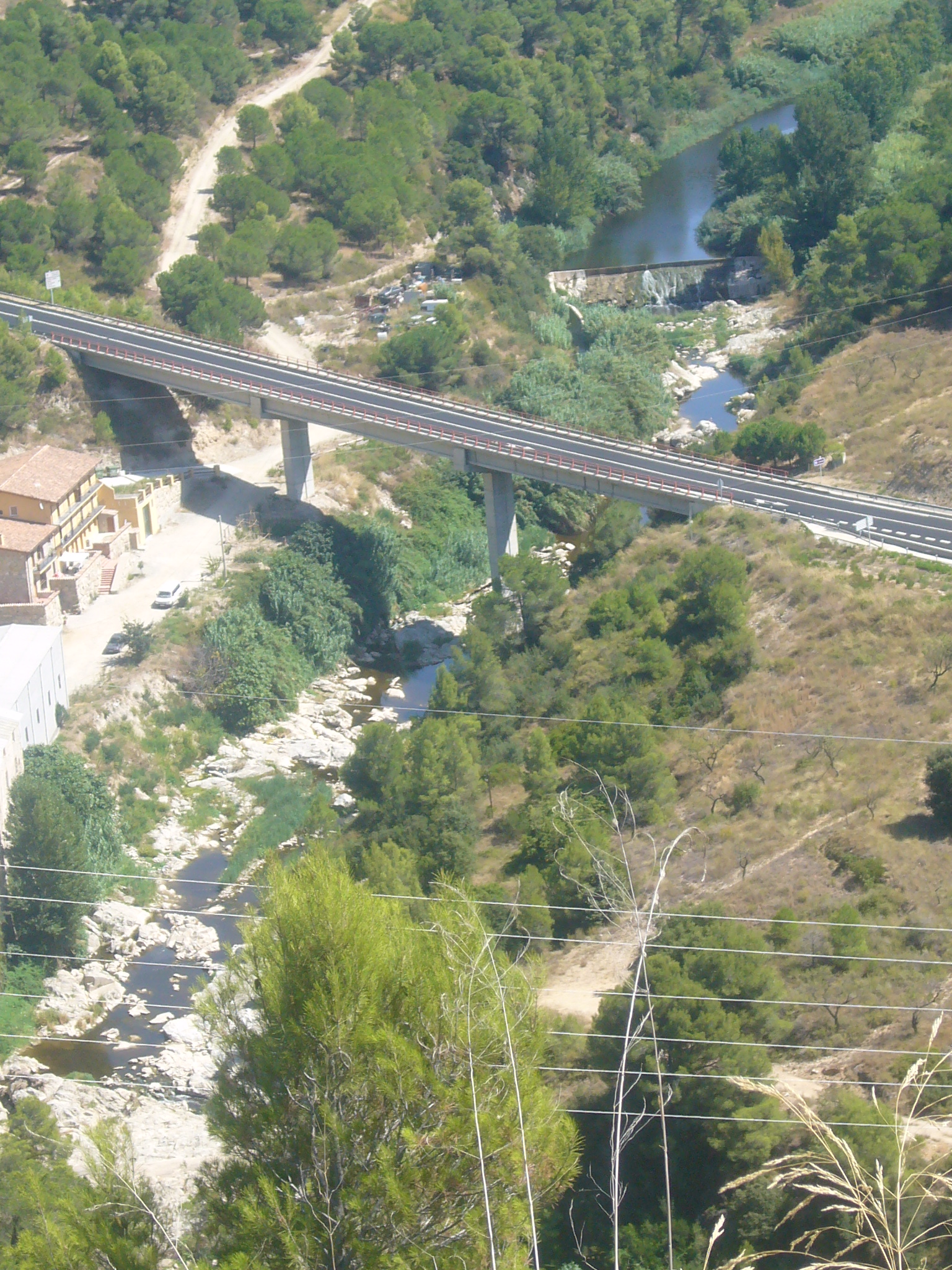
L'Anoia vist des del castell de Cabrera d'Anoia

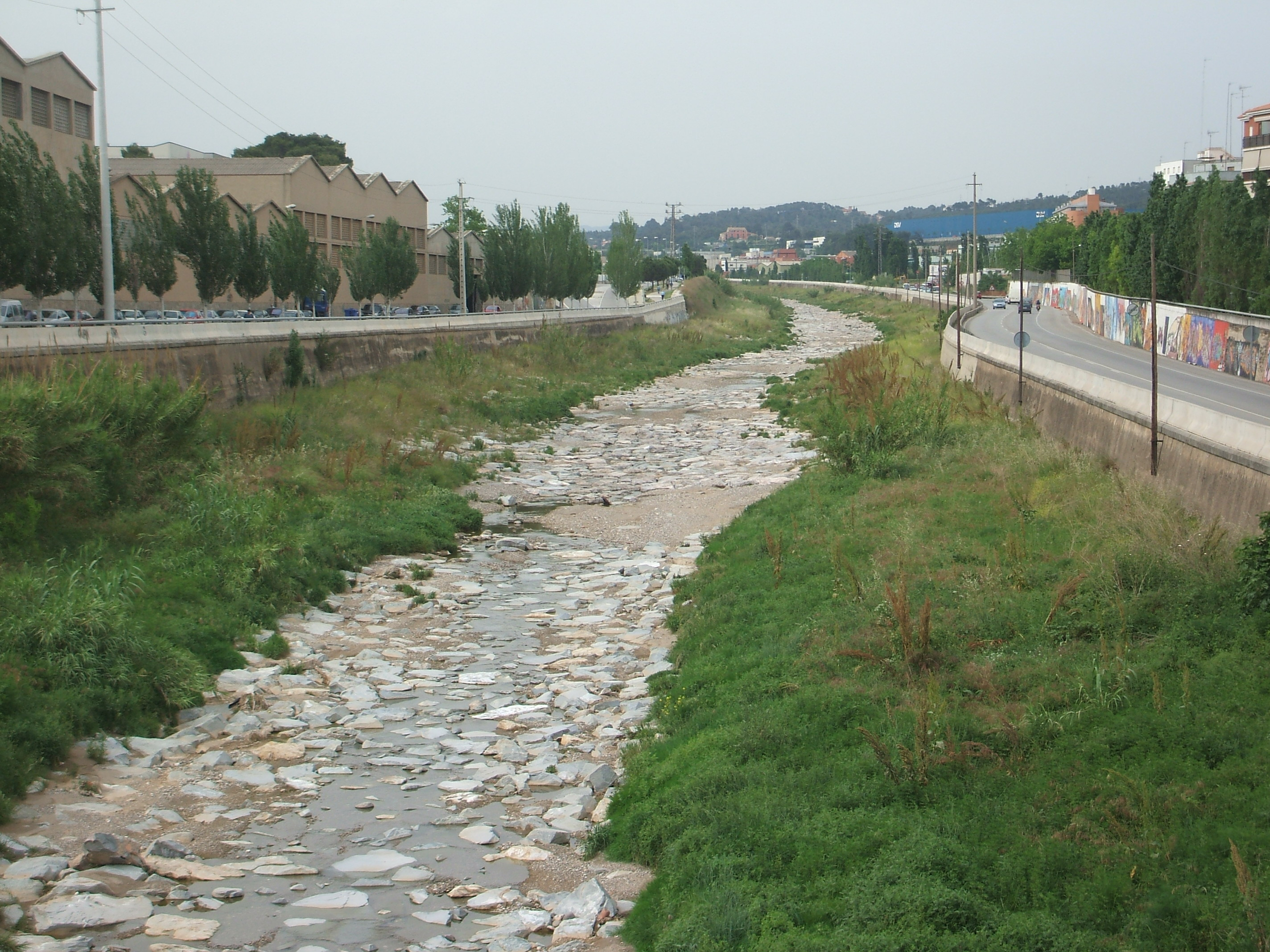
La Riera de Rubí a Rubí

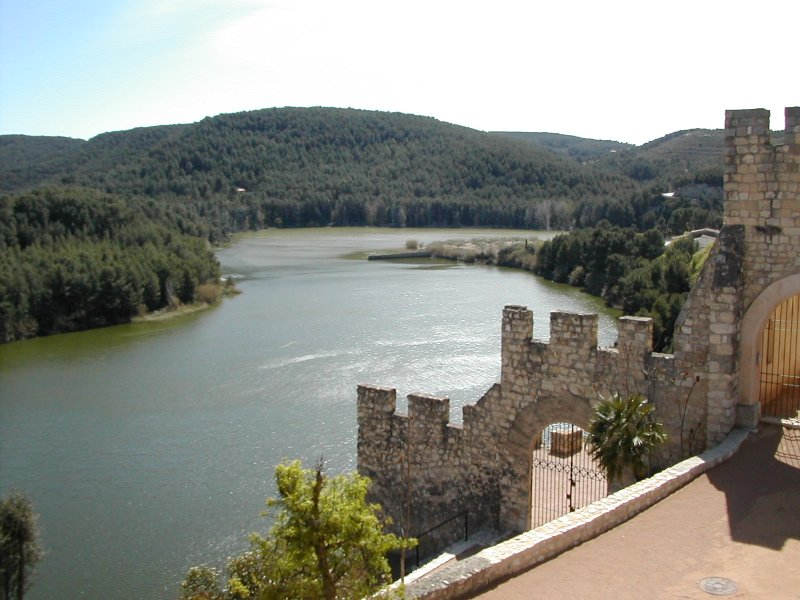
El Foix al pantà de Foix

Els rius i rieres que van al mar Mediterrani i els seus afluents, ordenats seguint la costa de nord a sud i classificats d'acord amb la comarca (o regió) on desemboquen al mar, són:

### Alt Empordà
- La Muga
  - afluents per la dreta:
    - El Manol
    - La riera d'Àlguema

  - afluents per l'esquerra:
    - El riu d'Arnera
    - El Llobregat d'Empordà
      - afluents per la dreta:
        - El Ricardell

      - afluents per l'esquerra:
        - L'Orlina
- El Fluvià
  - afluents per la dreta:
    - El Ser
    - El Junyell

  - afluents per l'esquerra:
    - El Gurn
    - La Riera de Bianya
    - El Llierca
      - afluents per l'esquerra:
        - La riera de Sant Aniol

      - afluents per la dreta:
        - La riera d'Escales

    - El riu Borró
      - afluents per l'esquerra:
        - La riera de Buaranc

    - La riera de Capellada

### Baix Empordà
- El Ter
  - afluents per la dreta:
    - El Freser
      - afluents per la dreta:
        - El Núria
        - El Rigard

      - afluents per l'esquerra:
        - El Segadell

    - El Gurri
      - afluents per l'esquerra:
        -           - El Mèder

    - La Riera d'Osor
    - El Güell
    - L'Onyar

  - afluents per l'esquerra:
    - El Ritort
    - El Brugent
    - La Riera de Llémena
    - El Terri
    - El Daró
      - afluents:
        - La riera de Pastells

### Maresme
- La Tordera
  - afluents per la dreta:
    - La riera de Fuirosos
    - La riera de Ramió
    - La riera de Vallmanya

  - afluents per l'esquerra:
    - El riu de Pertegàs
    - La riera de Gualba
    - La riera de Breda
    - La riera d'Arbúcies
    - La riera de Santa Coloma
- La riera de Pineda
- La riera de Vallalta
- La riera d'Arenys
- La riera de Sant Simó
- La riera d'Argentona

### Barcelonès
- El Besòs
  - afluent per l'esquerra:
    - El Mogent
      - afluents per la dreta:
        - La riera de Cànoves o de Vallforners

  - afluents per la dreta:
    - El Congost
      - afluents:
        - La riera de Martinet
        - La riera de Llobins
        - La riera de Picamena
        - La riera d'Avencó
        - La riera de Vallcàrquera o dee Figaró
        - La riera de Malhivern
        - La riera de Carbonell o de Corró

    - El Tenes
    - La Riera de Caldes
    - El Ripoll
      - afluents:
        - El riu Sec
        - La riera de Sant Cugat

### Baix Llobregat
- El Llobregat
  - afluents per la dreta:
    - El Bastareny
      - afluents per l'esquerra:
        - El riu de Gréixer

    - El riu de Saldes
    - La riera de Clarà
    - El Cardener
      - afluents per la dreta:
        - La rasa de Vilanova
        - La riera de Rajadell
          - afluents per la dreta:
            - La riera de Grevalosa

        - La riera de Navel
        - La riera d'Hortons
        - La riera de Salo
        - La riera de Coaner
        - La riera de Fonollosa
        - La riera de Guardiola

      - afluents per l'esquerra:
        - La riera de Navel
        - El riu Aigua d'Ora

    - L'Anoia
      - afluents per la dreta:
        - La riera de Tous
        - La riera de Carme
        - El riu de Bitlles

      - afluents per l'esquerra:
        - La riera Gran

    - La riera del Palau
    - La riera de Corbera
    - La riera de Torrelles

  - afluents del Llobregat per l'esquerra:
    - L'Arija
    - El Regatell
    - El Mergançol
    - La riera de Merlès
    - La riera Gavarresa
      - afluents per la dreta:
        - La riera de Lluçanès
        - El riu Bassí
        - La riera de Relat

      - afluents per l'esquerra:
        - La riera de Segalers
        - La riera d'Oló
        - El Calders

    - La riera de Gaià
    - La riera de Rubí
      - afluents per la dreta:
        - La riera del Palau

      - afluents per l'esquerra:
        - La riera de les Arenes

    - La riera de Vallvidrera o riera de la Rierada

### Garraf
- La riera de Ribes
  - afluents per l'esquerra:
    - La riera de Begues
    - La riera de Jafre
- El Foix

### Tarragonès

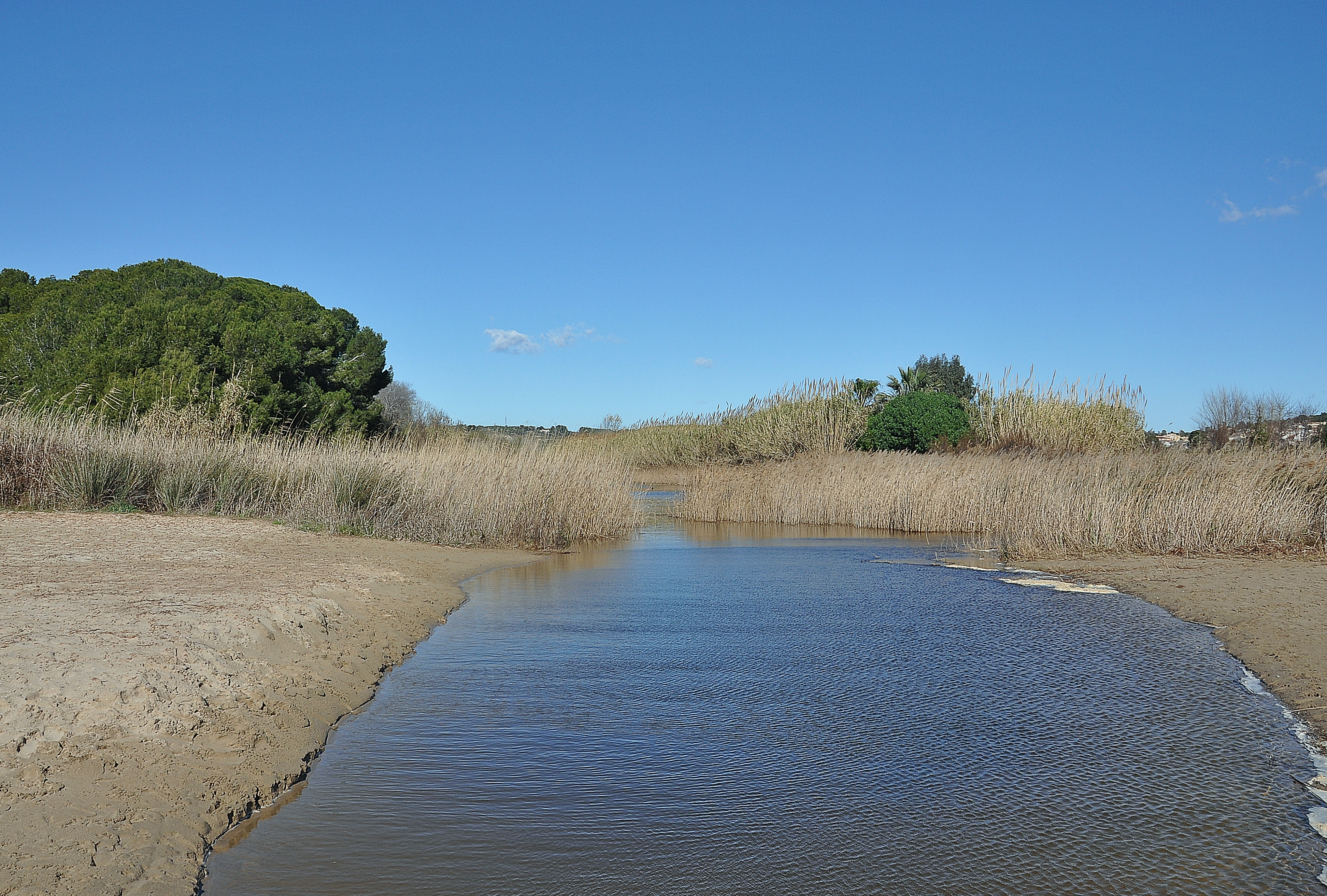
El Gaià a la desembocadura

- El Gaià
- El Francolí
  - afluents per la dreta:
    - El Brugent
    - El Glorieta

  - afluents per l'esquerra:
    - L'Anguera

### Baix Ebre
- L'Ebre
  - afluents per la dreta:
    - El Matarranya
      - afluent per la dreta:
        - El riu d'Algars

    - El Canaletes

  - afluents per l'esquerra:
    - El Segre
      - afluents per la dreta:
        - El Noguerola
        - El riu d'Eina
        - El riu d'Angostrina
        - El Querol o riu d'Aravó
          - afluents per la dreta:
            - Ribera de Campcardós
            - Rec de Malforat

        - La Llosa
        - La Valira
        - La Noguera Pallaresa
          - afluents per la dreta:
            - El Flamisell

        - La Noguera Ribagorçana
          - afluents per l'esquerra:
            - La Noguera de Tor

        - El Cinca

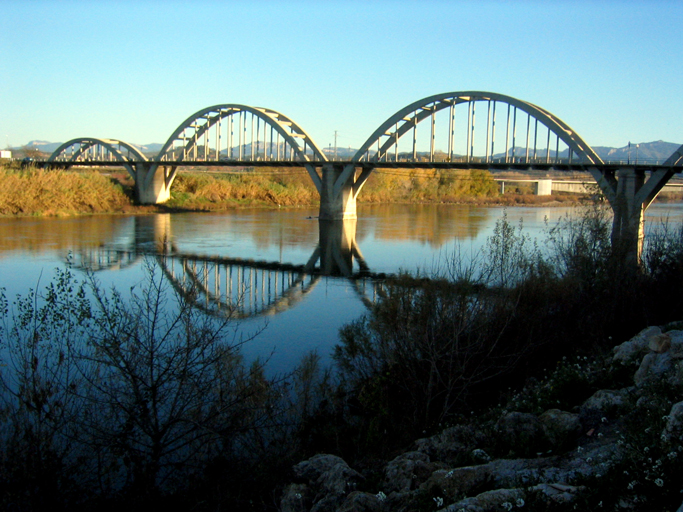
Pont sobre l'Ebre a Móra d'Ebre

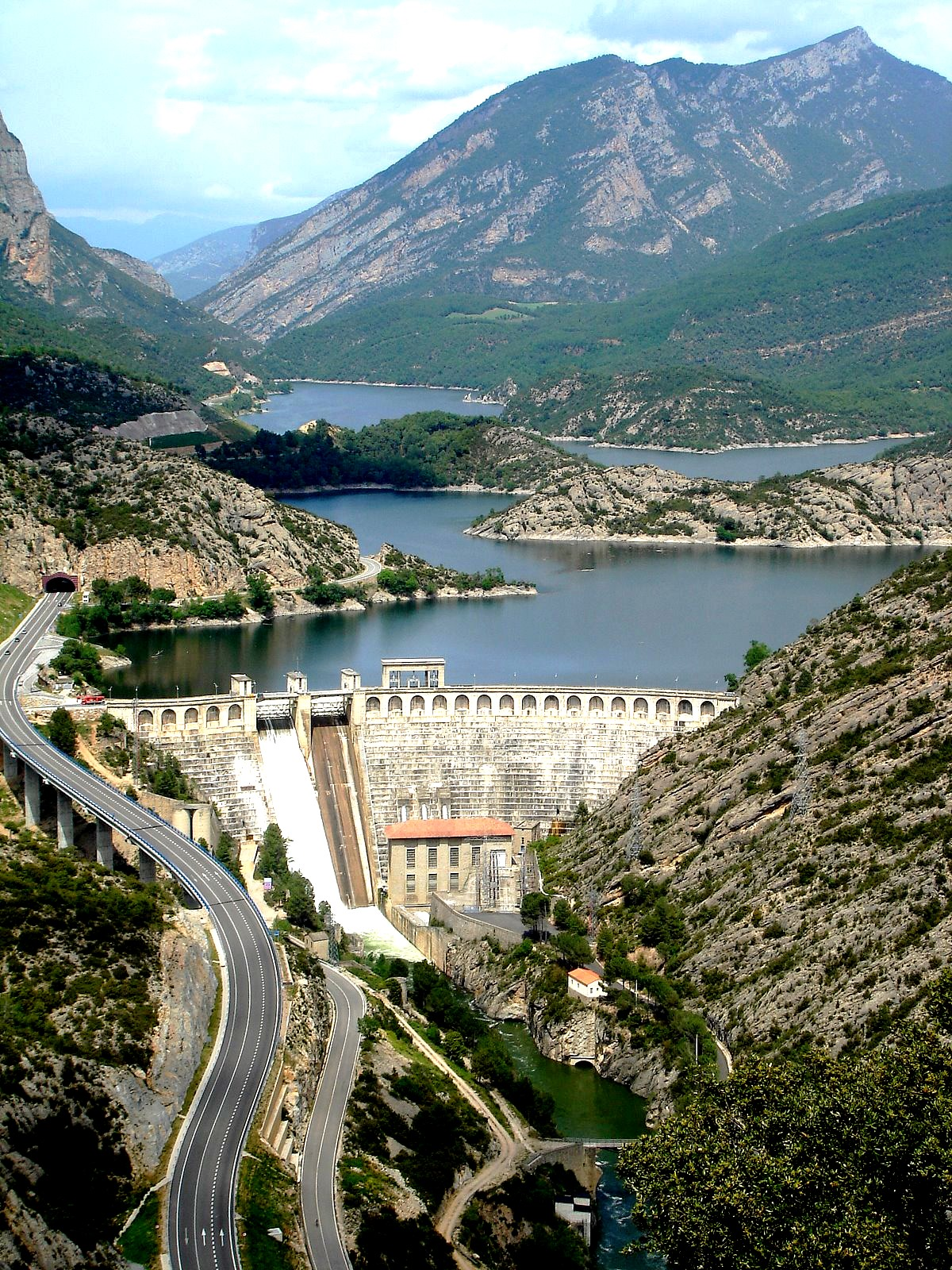
El Segre al pantà d'Oliana

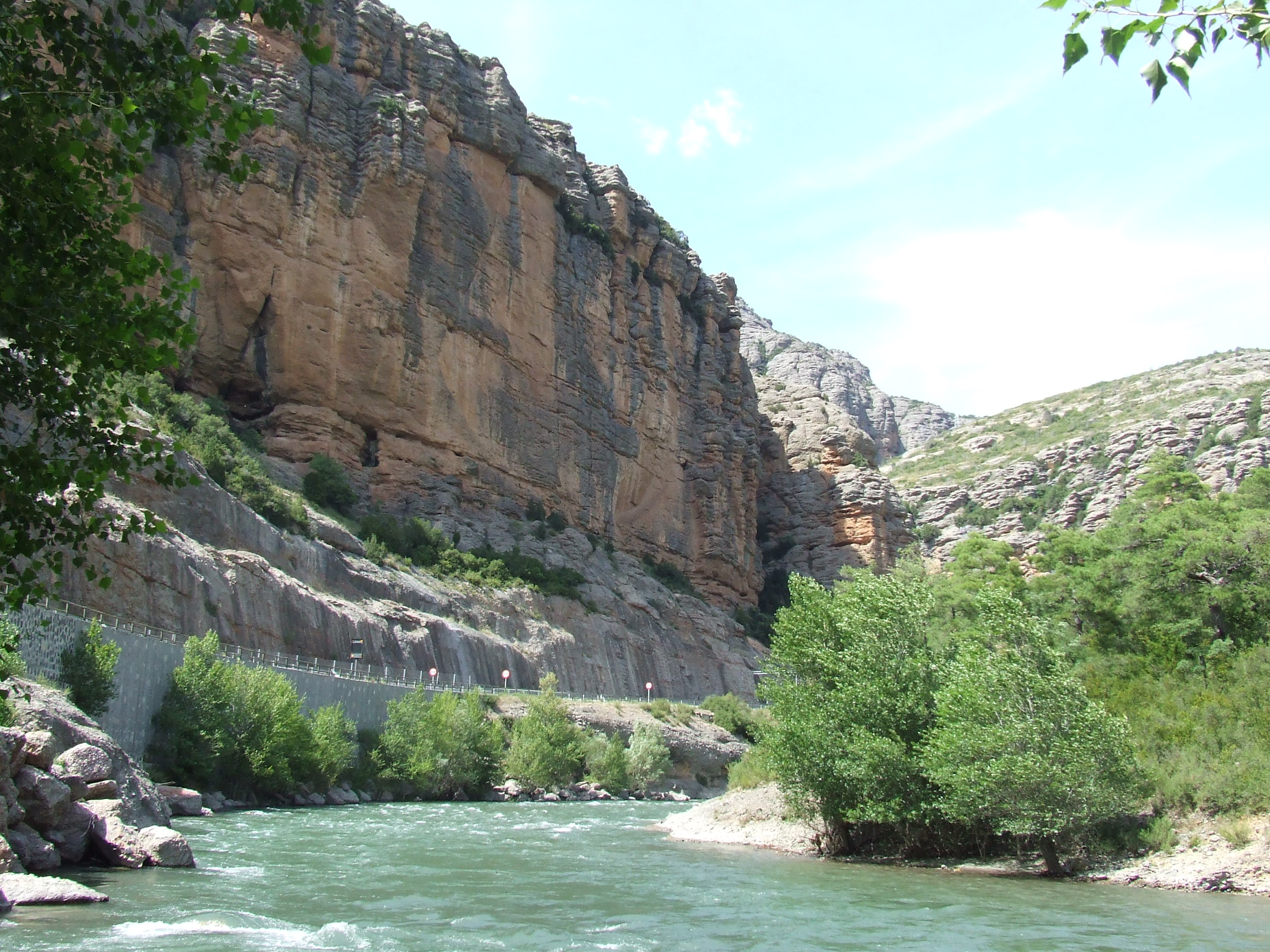
La Noguera Pallaresa a la sortida del Collegats

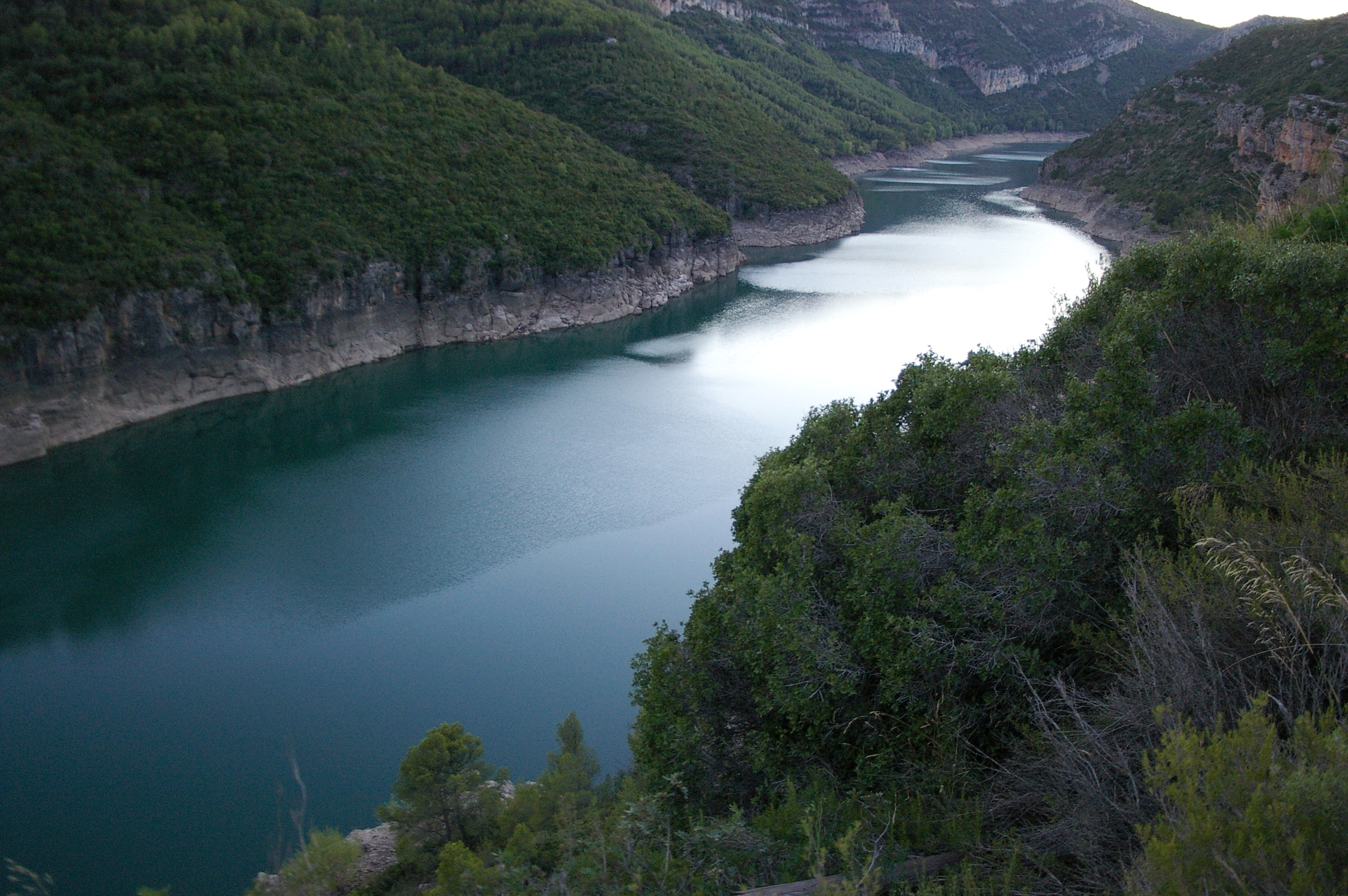
La Noguera Pallaresa a l'embassament de Camarasa

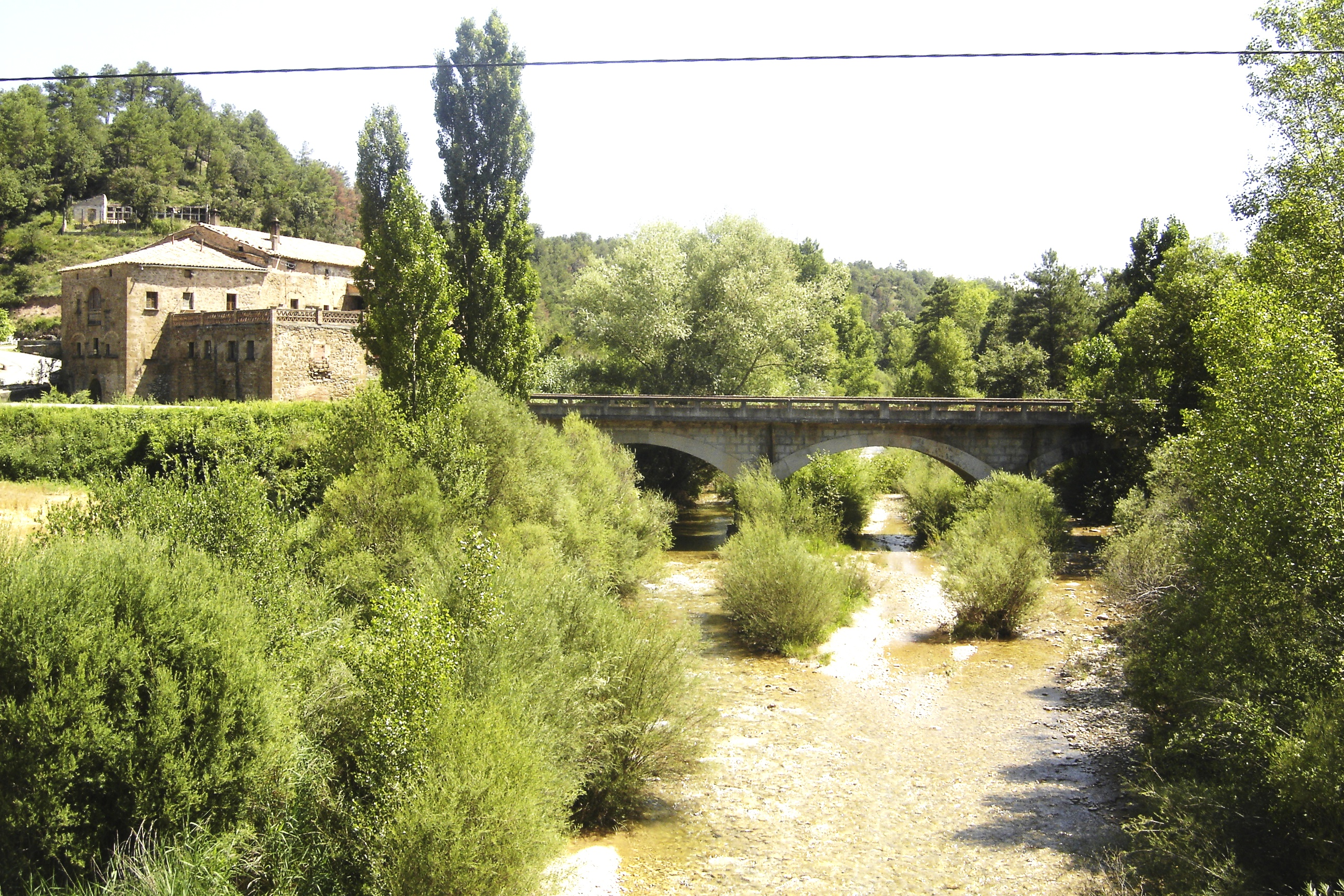
La Ribera Salada a Castellar de la Ribera

      - afluents del Segre per l'esquerra:
        - La ribera d'Er
        - El riu d'Alp
        - El torrent de Bastanist
        - La Ribera Salada
        - El Llobregós
        - El Riu Sió
        - El Corb
          - afluents per l'esquerra
            - Riu Ondara

        - El Set

    - El Siurana
      - afluents per la dreta:
        - El Montsant

Vegeu també la llista d'afluents de l'Ebre incloent els de fora de Catalunya

### Montsià
- El Riu de la Sénia

## Vessant atlàntic

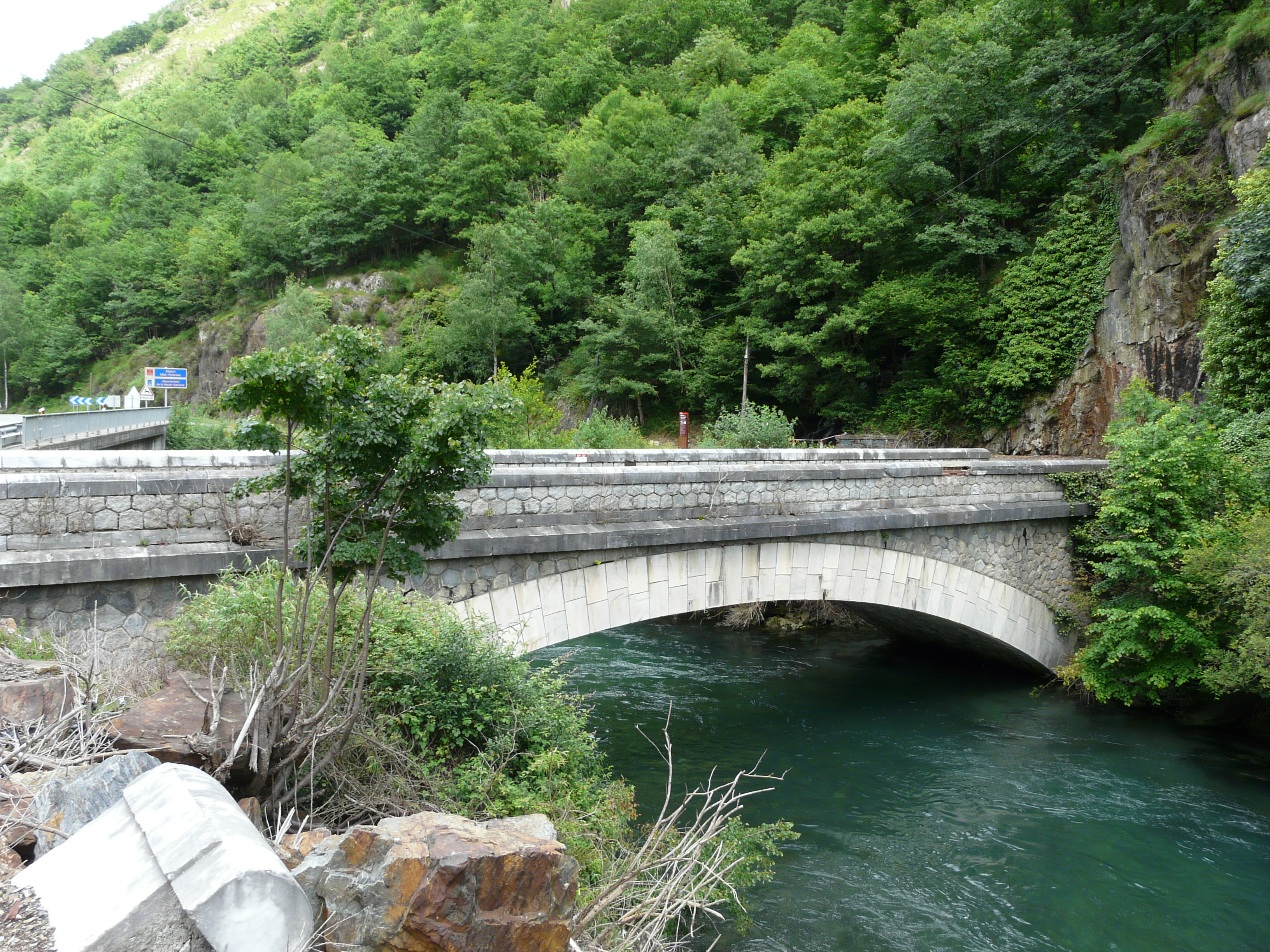
El Pont del Rei a Canejan, on la Garona abandona la Vall d'Aran

- La Garona
  - afluents per l'esquerra:
    - El riu de Saboredo
    - El Nere
    - El Joeu

  - afluents per la dreta:
    - L'Unhòla
    - El riu de Toran